# Anolis shrevei
Anolis shrevei este o specie de șopârle din genul Anolis, familia Polychrotidae, descrisă de Cochran 1939. Conform Catalogue of Life specia Anolis shrevei nu are subspecii cunoscute.